# ウィリアム・フォーサイス (園芸家)

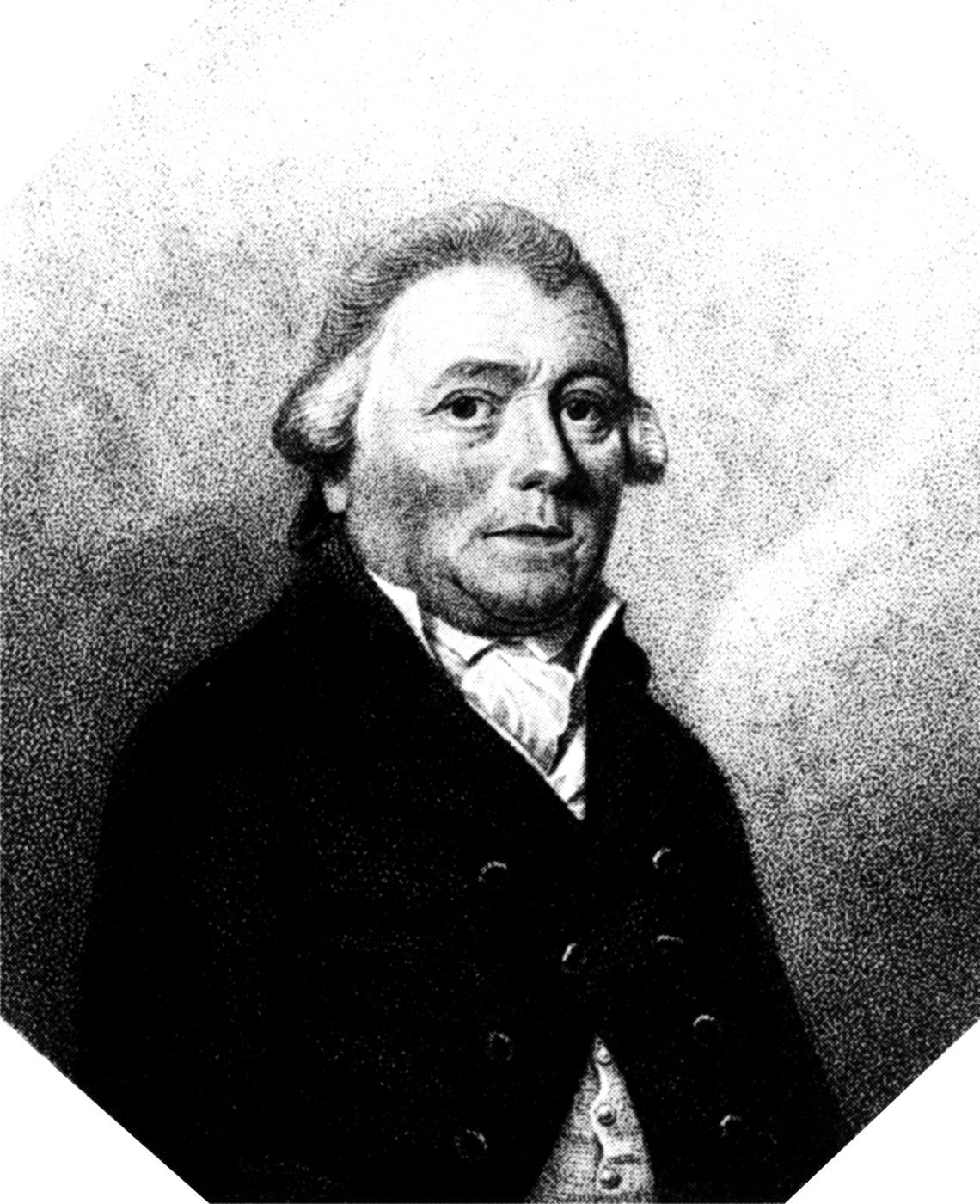
William Forsyth

ウィリアム・フォーサイス（William Forsyth、1737年 - 1804年7月25日）は、スコットランドの園芸家である。

## 生涯
アバディーンシャーのオールドメルドラム（Oldmeldrum）で生まれた。25歳でロンドンに出て、サイオン・パークの公園の庭師になった。1763年にチェルシー薬草園で、園長のフィリップ・ミラーのもとで、訓練を受け、ミラーの死後、監督官を務めた。世界中の植物や種子の交換や、アメリカやアジアの収集家から集めた。1774年に石灰岩、ロンドン塔の石やジョゼフ・バンクスがアイスランドで入手した溶岩を集めてイギリスで初めて石の庭園を作った。セント・ジェームズ宮殿の庭園やケンジントン・ガーデンズの庭師長に任じられた。
菌類による樹木の被害を防ぐために、腐朽菌等の侵入を防止する方法の実験を行い、フランスとの戦争で造船のための良質な木材を確保するのに功績があった。牛糞や尿、灰、石灰などを調合した「フォーサイス塗布剤」の成分を発表した時、1,500ポンドの報奨金を与えられた。
モクセイ科のレンギョウ属（Forsythia）に献名されている。

## 著作
- William Forsyth: Observation on the diseases, defects, and injuries in all kinds of Fruit and Forest Trees. London, 1791.
- William Forsyth: A Treatise on the culture and management of Fruit-Trees. London, 1802.